# Cuphea procumbens
Cuphea procumbens är en fackelblomsväxtart som beskrevs av Casimiro Gómez de Ortega. Cuphea procumbens ingår i släktet blossblommor, och familjen fackelblomsväxter. Inga underarter finns listade i Catalogue of Life.

## Bildgalleri

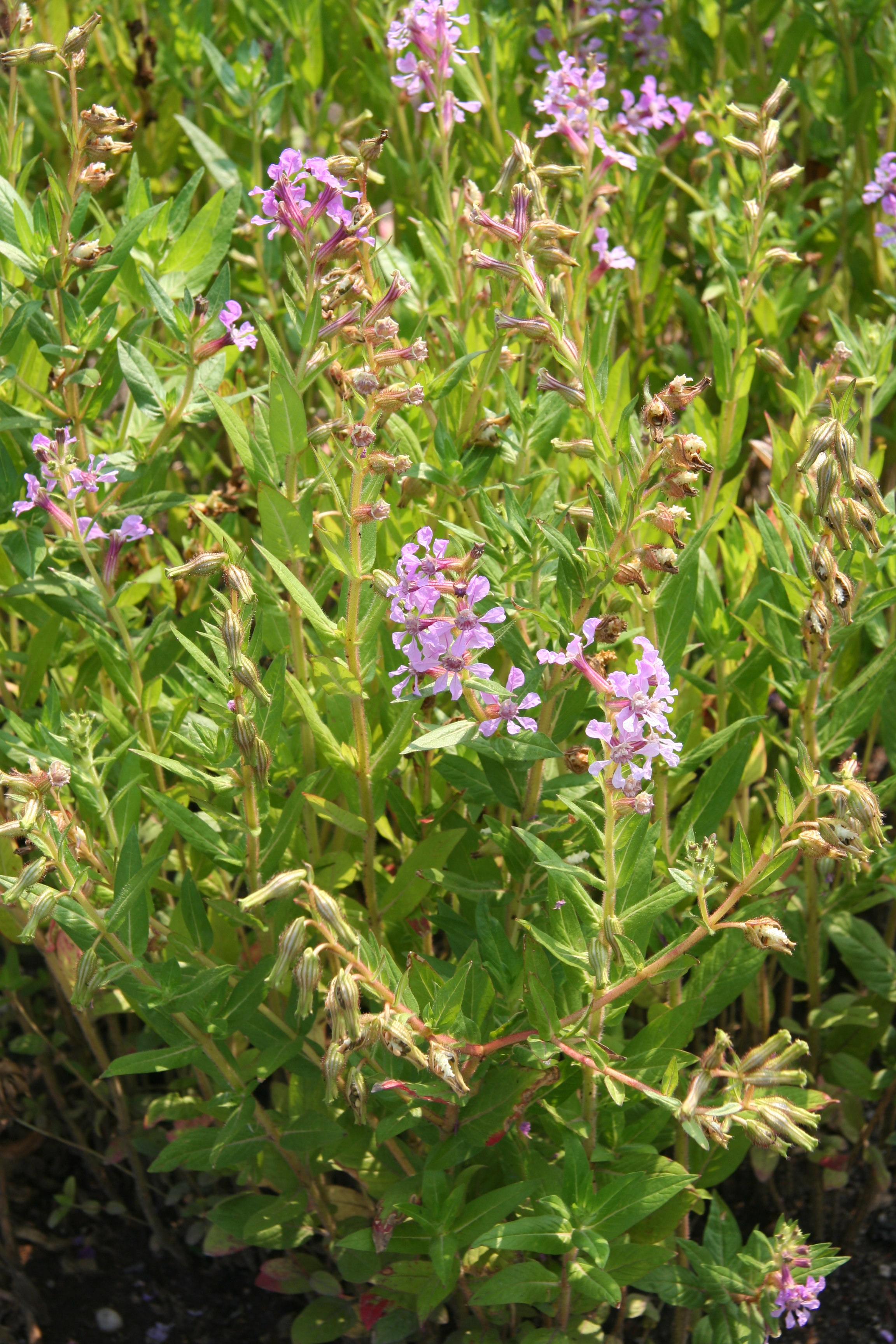
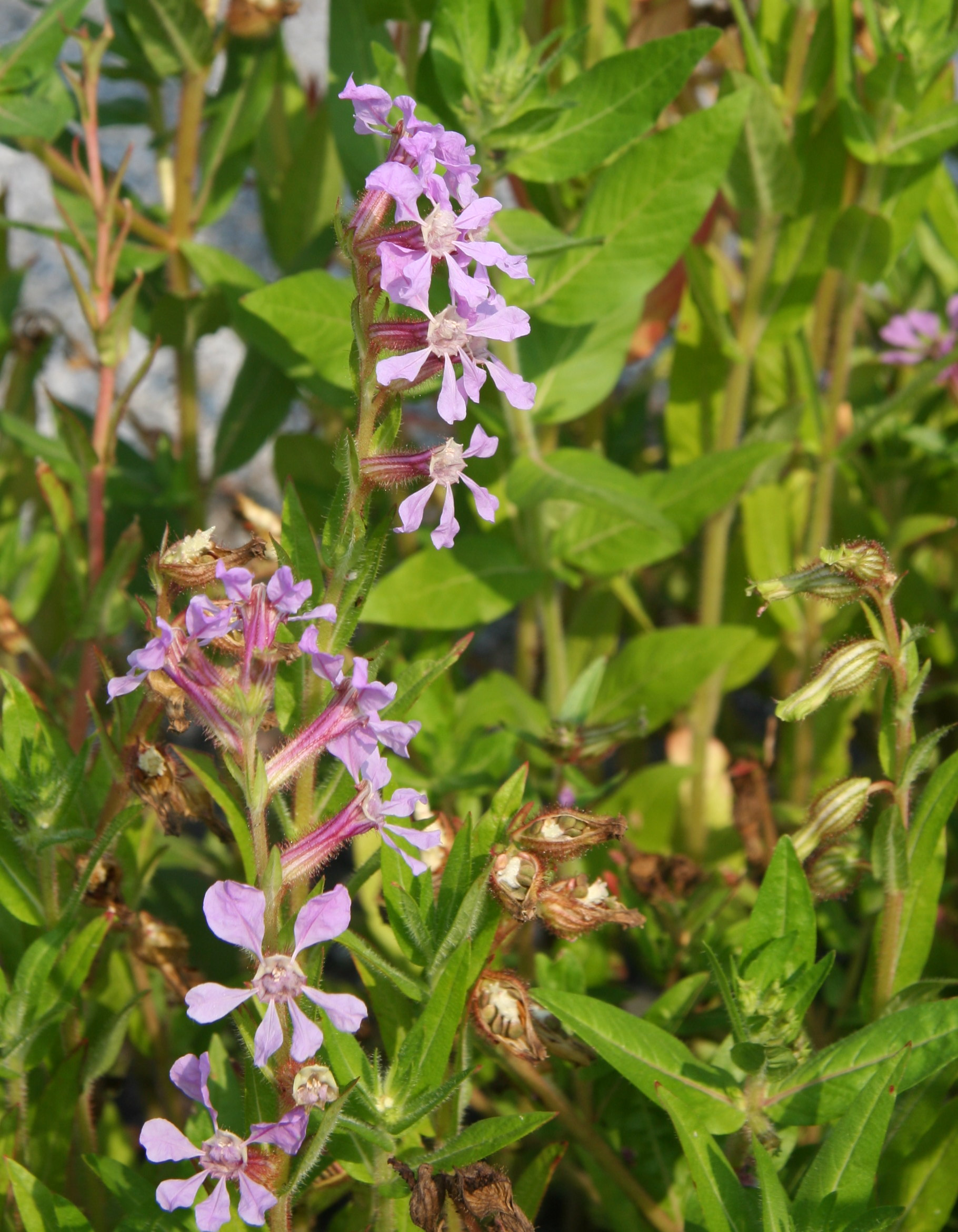
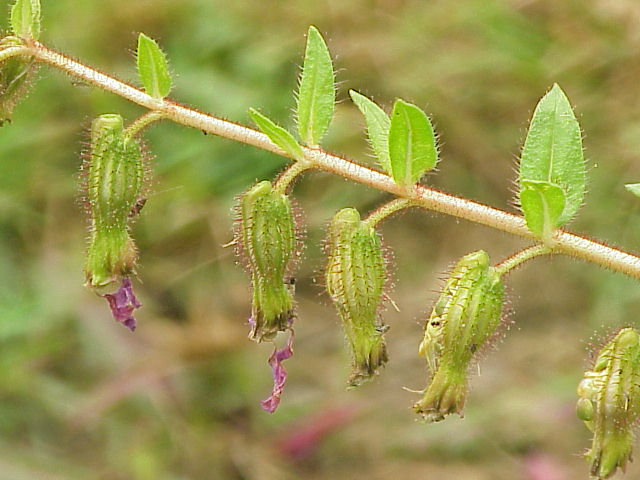